# Пољаница Бистричка
Пољаница Бистричка је насељено место у саставу општине Марија Бистрица у Крапинско-загорској жупанији, Хрватска. До територијалне реорганизације у Хрватској налазила се у саставу старе општине Доња Стубица.

## Становништво
На попису становништва 2011. године, Пољаница Бистричка је имала 347 становника.

## Попис1991.
На попису становништва 1991. године, насељено место Пољаница Бистричка је имало 499 становника, следећег националног састава:
| Попис 1991.‍ | Попис 1991.‍ | Попис 1991.‍ | Попис 1991.‍ | Попис 1991.‍ |
| ----------- | ----------- | ----------- | ----------- | ----------- |
|             |             |             |             |             |
| Хрвати      | Хрвати      |             | 485         | 97,19%      |
| Југословени | Југословени |             | 3           | 0,60%       |
| непознато   | непознато   |             | 11          | 2,20%       |
| укупно: 499 |             |             |             |             |